# Baltim
Baltim è un centro abitato dell'Egitto, situato nel governatorato di Kafr el-Sheikh. 